# 雾凇

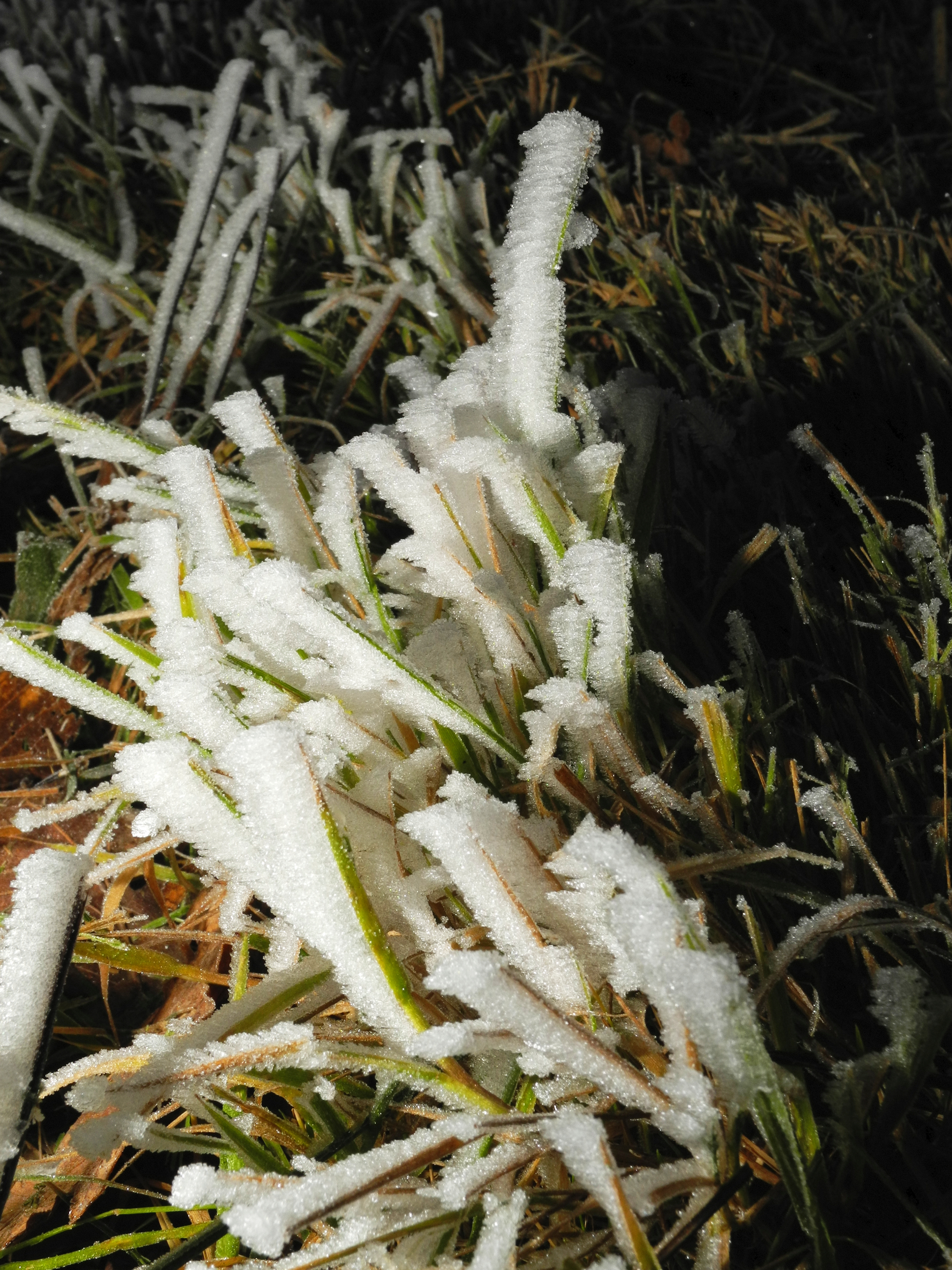
法國邦維拉爾的霧凇

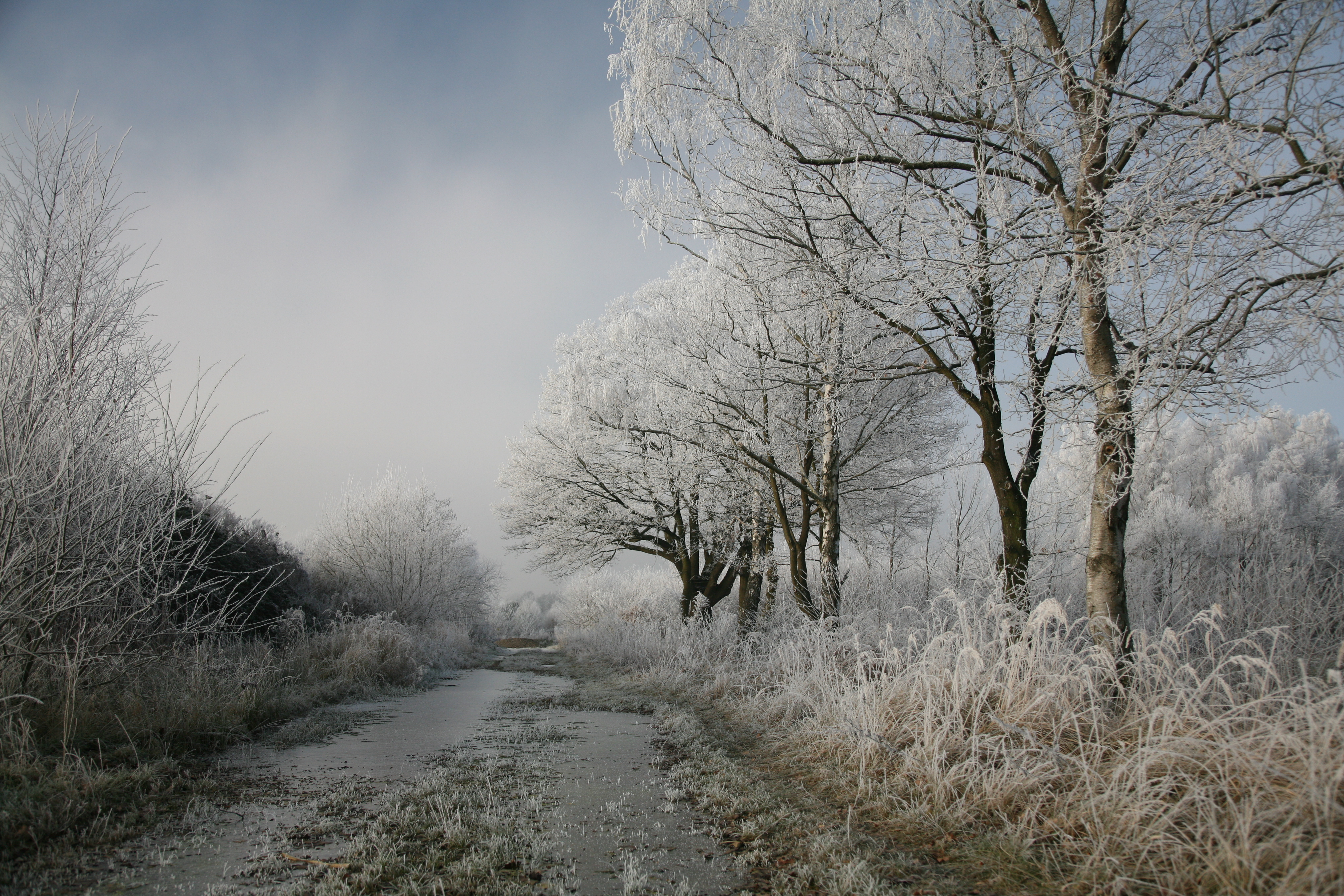
德国下萨克森州的雾凇

雾凇，也称树挂或霧凍，是一种在天气寒冷的地方出现的白色不透明晶體。在寒冷的北方，临近地表水（河流，湖泊等）的地方，由于水从湖面蒸发，在空中形成水雾，而又因为寒冷的空气，雾中的水粒子在树枝上凝结、结霜并不断积聚，树枝披上了由小冰晶组成的白色不透明的外衣，产生了类似雪后的景观，非常美丽，犹如梨花盛开。
雾凇一词最早出现于南北朝时代南朝宋吕忱（420年—479年）所编的《字林》裡，其解释为：“寒气结冰如珠见日光乃消，齐鲁谓之雾凇。”